# Sportgemeinschaft Dynamo Dresden 2017-2018
Questa voce raccoglie le informazioni riguardanti lo Sportgemeinschaft Dynamo Dresden nelle competizioni ufficiali della stagione 2017-2018.

## Stagione
Nella stagione 2017-2018 la Dinamo Dresda, allenata da Uwe Neuhaus, concluse il campionato di 2. Bundesliga al 14º posto. In coppa di Germania la Dinamo Dresda fu eliminata al secondo turno dal Friburgo.

## Divisa e sponsor
Lo sponsor tecnico per la stagione 2017-2018 è Erima, mentre gli sponsor ufficiali sono Feldschlößchen sulla parte anteriore e Brauerei sulla manica.
| Manica sinistra · Manica sinistra · Maglietta · Maglietta · Manica destra · Manica destra · Pantaloncini · Pantaloncini · Calzettoni | Manica sinistra · Manica sinistra · Maglietta · Maglietta · Manica destra · Manica destra · Pantaloncini · Pantaloncini · Calzettoni |  |

## Rosa
| N. |                                 | Ruolo | Calciatore       |
| -- | ------------------------------- | ----- | ---------------- |
| 1  | Germania (bandiera)             | P     | Markus Schubert  |
| 5  | Germania (bandiera)             | C     | Manuel Konrad    |
| 6  | Germania (bandiera)             | C     | Marco Hartmann   |
| 7  | Germania (bandiera)             | D     | Niklas Kreuzer   |
| 8  | Germania (bandiera)             | C     | Rico Benatelli   |
| 9  | Germania (bandiera)             | A     | Lucas Röser      |
| 10 | Siria (bandiera)                | C     | Aias Aosman      |
| 11 | Bosnia ed Erzegovina (bandiera) | C     | Haris Duljević   |
| 14 | Togo (bandiera)                 | A     | Peniel Mlapa     |
| 16 | Germania (bandiera)             | D     | Philip Heise     |
| 17 | Germania (bandiera)             | C     | Andreas Lambertz |
| 18 | Germania (bandiera)             | D     | Jannik Müller    |
| 19 | Germania (bandiera)             | C     | Paul Seguin      |

| N. |                      | Ruolo | Calciatore       |
| -- | -------------------- | ----- | ---------------- |
| 20 | Germania (bandiera)  | D     | Fabian Müller    |
| 22 | Austria (bandiera)   | A     | Patrick Möschl   |
| 23 | Germania (bandiera)  | D     | Florian Ballas   |
| 24 | Germania (bandiera)  | P     | Patrick Wiegers  |
| 25 | Germania (bandiera)  | P     | Marvin Schwäbe   |
| 26 | Germania (bandiera)  | D     | Sören Gonther    |
| 27 | Senegal (bandiera)   | A     | Moussa Koné      |
| 28 | Germania (bandiera)  | D     | Marcel Franke    |
| 29 | Austria (bandiera)   | C     | Sascha Horvath   |
| 32 | Rep. Ceca (bandiera) | A     | Vasil Kušej      |
| 36 | Germania (bandiera)  | C     | Niklas Hauptmann |
| 37 | Germania (bandiera)  | A     | Pascal Testroet  |
| 40 | Germania (bandiera)  | C     | Erich Berko      |

## Organigramma societario
Area tecnica
- Allenatore: Uwe Neuhaus
- Allenatore in seconda: Matthias Lust, Peter Németh
- Preparatore dei portieri: Brano Arsenovic
- Preparatori atletici: Jacob Wolf

## Risultati

### 2. Bundesliga

#### Girone di andata
| Arbitro: | Zwayer |

|           |           |  |
| Röser 88’ | Marcatori |  |

| Arbitro: | Winkmann |

|                    |           |                        |
| Buchtmann 22’, 69’ | Marcatori | 29’ Hartmann 73’ Röser |

| Arbitro: | Gerach |

|  |           |                                                |
|  | Marcatori | 25’ Paqarada 71’ Höler 79’ Wright 89’ Daghfous |

| Arbitro: | Steinhaus |

|                                         |           |                      |
| Bastians 16’, 27’ (rig.) Hinterseer 88’ | Marcatori | 11’ Heise 77’ Aosman |

| Arbitro: | Thomsen |

|           |           |             |
| Heise 36’ | Marcatori | 82’ Hofmann |

| Arbitro: | Günsch |

|  |           |                               |
|  | Marcatori | 48’ Horvath 51’ (rig.) Aosman |

| Arbitro: | Kempkes |

|  |           |                              |
|  | Marcatori | 80’ Voglsammer 90’ Weihrauch |

| Arbitro: | Waschitzki |

|                         |           |                      |
| Kempe 30’, 90’ Boyd 90’ | Marcatori | 23’, 34’, 80’ Konrad |

| Arbitro: | Badstübner |

|  |           |                       |
|  | Marcatori | 26’ Kreuzer 53’ Mlapa |

| Arbitro: | Jablonski |

|                       |           |                      |
| Mlapa 30’ (rig.), 49’ | Marcatori | 13’ Gaus 23’ Morales |

| Arbitro: | Kempter |

|                       |           |                  |
| Ishak 7’ Teuchert 82’ | Marcatori | 69’ (rig.) Mlapa |

| Arbitro: | Jöllenbeck |

|            |           |             |
| Möschl 12’ | Marcatori | 60’ Valsvik |

| Arbitro: | Rohde |

|                                        |           |  |
| Ducksch 24’ Lewerenz 83’ Schindler 88’ | Marcatori |  |

| Arbitro: | Reichel |

|           |           |                       |
| Röser 14’ | Marcatori | 85’ Vučur 88’ Spalvis |

| Arbitro: | Brand |

|           |           |                                   |
| Raman 31’ | Marcatori | 4’ Hartmann 5’ Röser 10’ Duljević |

| Arbitro: | Gräfe |

|                                              |           |  |
| Röser 21’ Benatelli 44’ Ballas 47’ Berko 75’ | Marcatori |  |

| Arbitro: | Dankert |

|  |           |              |
|  | Marcatori | 71’ Lambertz |

#### Girone di ritorno
| Arbitro: | Schröder |

|                          |           |  |
| Il'jučenko 45’ Wolze 83’ | Marcatori |  |

| Arbitro: | Aytekin |

|           |           |                              |
| Röser 88’ | Marcatori | 8’, 82’ Sobota 71’ Neudecker |

| Arbitro: | Kempkes |

|               |           |  |
| Linsmayer 80’ | Marcatori |  |

| Arbitro: | Dietz |

|                          |           |  |
| Röser 2’ (rig.) Koné 89’ | Marcatori |  |

| Arbitro: | Siewer |

|              |           |  |
| Gugganig 39’ | Marcatori |  |

| Arbitro: | Siebert |

|           |           |  |
| Berko 64’ | Marcatori |  |

| Arbitro: | Günsch |

|                                    |           |                         |
| Hartherz 28’ Voglsammer 76’ (rig.) | Marcatori | 48’ Koné 64’, 79’ Röser |

| Arbitro: | Reichel |

|  |           |                     |
|  | Marcatori | 29’ Jones 55’ Kempe |

| Arbitro: | Waschitzki |

|                   |           |                            |
| Koné 5’, 11’, 83’ | Marcatori | 7’ Thiel 59’ (aut.) Seguin |

| Arbitro: | Gräfe |

|                                            |           |                            |
| Pledl 16’ Schröck 28’ Kittel 90’ Cohen 90’ | Marcatori | 58’ (rig.) Koné 79’ Ballas |

| Arbitro: | Steinhaus |

|               |           |             |
| Benatelli 45’ | Marcatori | 52’ Behrens |

| Arbitro: | Jablonski |

|             |           |             |
| Hofmann 23’ | Marcatori | 8’ Duljević |

| Arbitro: | Zwayer |

|  |           |                                                   |
|  | Marcatori | 28’ (rig.) Schindler 65’, 90’ Ducksch 86’ Mühling |

| Arbitro: | Siebert |

|  |           |           |
|  | Marcatori | 79’ Berko |

| Arbitro: | Hartmann |

|          |           |                         |
| Koné 64’ | Marcatori | 9’ Neuhaus 90’ Hennings |

| Aue (Sassonia) 6 maggio 2018, ore 15:30 33ª giornata | Erzgebirge Aue | 0 – 0 referto | Dinamo Dresda | Sparkassen-Erzgebirgsstadion (15.000 spett.)\| Arbitro: \| Willenborg \| |
| Arbitro:                                             | Willenborg     |               |               |                                                                          |

| Arbitro: | Dingert |

|  |           |             |
|  | Marcatori | 82’ Hosiner |

### Coppa di Germania
| Arbitro: | Schmidt |

|                       |           |                                |
| Bozic 6’ Popovits 80’ | Marcatori | 11’ Berko 49’ Heise 84’ Aosman |

| Arbitro: | Brand |

|                                       |           |               |
| Petersen 50’ Schuster 61’ Haberer 81’ | Marcatori | 48’ Benatelli |

## Statistiche

### Statistiche di squadra
| Competizione      | Punti | In casa | In casa | In casa | In casa | In casa | In casa | In trasferta | In trasferta | In trasferta | In trasferta | In trasferta | In trasferta | Totale | Totale | Totale | Totale | Totale | Totale | DR  |
| Competizione      | Punti | G       | V       | N       | P       | Gf      | Gs      | G            | V            | N            | P            | Gf           | Gs           | G      | V      | N      | P      | Gf     | Gs     | DR  |
| ----------------- | ----- | ------- | ------- | ------- | ------- | ------- | ------- | ------------ | ------------ | ------------ | ------------ | ------------ | ------------ | ------ | ------ | ------ | ------ | ------ | ------ | --- |
| 2. Bundesliga     | 41    | 17      | 5       | 4       | 8       | 19      | 27      | 17           | 6            | 4            | 7            | 23           | 25           | 34     | 11     | 8      | 15     | 42     | 52     | -10 |
| Coppa di Germania | -     | 0       | 0       | 0       | 0       | 0       | 0       | 2            | 1            | 0            | 1            | 4            | 5            | 2      | 1      | 0      | 1      | 4      | 5      | -1  |
| Totale            | -     | 17      | 5       | 4       | 8       | 19      | 27      | 19           | 7            | 4            | 8            | 27           | 30           | 36     | 12     | 8      | 16     | 46     | 57     | -11 |

### Andamento in campionato
| Giornata  | 1 | 2 | 3  | 4  | 5  | 6  | 7  | 8  | 9  | 10 | 11 | 12 | 13 | 14 | 15 | 16 | 17 | 18 | 19 | 20 | 21 | 22 | 23 | 24 | 25 | 26 | 27 | 28 | 29 | 30 | 31 | 32 | 33 | 34 |
| --------- | - | - | -- | -- | -- | -- | -- | -- | -- | -- | -- | -- | -- | -- | -- | -- | -- | -- | -- | -- | -- | -- | -- | -- | -- | -- | -- | -- | -- | -- | -- | -- | -- | -- |
| Luogo     | C | T | C  | T  | C  | T  | C  | T  | T  | C  | T  | C  | T  | C  | T  | C  | T  | T  | C  | T  | C  | T  | C  | T  | C  | C  | T  | C  | T  | C  | T  | C  | T  | C  |
| Risultato | V | N | P  | P  | N  | V  | P  | N  | V  | N  | P  | N  | P  | P  | V  | V  | V  | P  | P  | P  | V  | P  | V  | V  | P  | V  | P  | N  | N  | P  | V  | P  | N  | P  |
| Posizione | 4 | 6 | 11 | 13 | 14 | 10 | 12 | 13 | 10 | 9  | 12 | 12 | 15 | 16 | 16 | 12 | 8  | 11 | 12 | 13 | 12 | 13 | 13 | 12 | 13 | 9  | 12 | 13 | 13 | 15 | 11 | 12 | 13 | 14 |

Legenda:

Luogo: C = Casa; T = Trasferta. Risultato: V = Vittoria; N = Pareggio; P = Sconfitta.

### Statistiche dei giocatori
| Giocatore    | 2. Bundesliga | 2. Bundesliga | 2. Bundesliga | 2. Bundesliga | Coppa di Germania | Coppa di Germania | Coppa di Germania | Coppa di Germania | Totale   | Totale | Totale      | Totale     |
| Giocatore    | Presenze      | Reti          | Ammonizioni   | Espulsioni    | Presenze          | Reti              | Ammonizioni       | Espulsioni        | Presenze | Reti   | Ammonizioni | Espulsioni |
| ------------ | ------------- | ------------- | ------------- | ------------- | ----------------- | ----------------- | ----------------- | ----------------- | -------- | ------ | ----------- | ---------- |
| M. Schubert  | 9             | 0             | 0             | 0             | 1                 | 0                 | 0                 | 0                 | 10       | 0      | 0           | 0          |
| M. Schwäbe   | 25            | 0             | 0             | 0             | 1                 | 0                 | 0                 | 0                 | 26       | 0      | 0           | 0          |
| P. Wiegers   | -             | -             | -             | -             | -                 | -                 | -                 | -                 | -        | -      | -           | -          |
| F. Ballas    | 31            | 2             | 8             | 0             | 2                 | 0                 | 1                 | 0                 | 33       | 2      | 9           | 0          |
| M. Franke    | 16            | 0             | 2             | 0             | -                 | -                 | -                 | -                 | 16       | 0      | 2           | 0          |
| S. Gonther   | 4             | 0             | 0             | 0             | 1                 | 0                 | 0                 | 0                 | 5        | 0      | 0           | 0          |
| P. Heise     | 26            | 2             | 3             | 1             | 2                 | 1                 | 0                 | 0                 | 28       | 3      | 3           | 1          |
| N. Kreuzer   | 25            | 1             | 9             | 0             | 1                 | 0                 | 0                 | 0                 | 26       | 1      | 9           | 0          |
| F. Müller    | 10            | 0             | 2             | 0             | 1                 | 0                 | 0                 | 0                 | 11       | 0      | 2           | 0          |
| J. Müller    | 24            | 0             | 5             | 0             | 1                 | 0                 | 0                 | 0                 | 25       | 0      | 5           | 0          |
| T. Stelzer   | -             | -             | -             | -             | -                 | -                 | -                 | -                 | -        | -      | -           | -          |
| A. Aosman    | 17            | 2             | 3             | 0             | 2                 | 1                 | 0                 | 0                 | 19       | 3      | 3           | 0          |
| R. Benatelli | 21            | 2             | 1             | 0             | 2                 | 1                 | 1                 | 0                 | 23       | 3      | 2           | 0          |
| M. Hartmann  | 19            | 2             | 5             | 1             | 1                 | 0                 | 0                 | 0                 | 20       | 2      | 5           | 1          |
| N. Hauptmann | 25            | 0             | 2             | 0             | 1                 | 0                 | 0                 | 0                 | 26       | 0      | 2           | 0          |
| S. Horvath   | 20            | 1             | 1             | 0             | 2                 | 0                 | 0                 | 0                 | 22       | 1      | 1           | 0          |
| M. Konrad    | 26            | 3             | 4             | 0             | 2                 | 0                 | 0                 | 0                 | 28       | 3      | 4           | 0          |
| A. Lambertz  | 12            | 1             | 3             | 0             | -                 | -                 | -                 | -                 | 12       | 1      | 3           | 0          |
| P. Möschl    | 11            | 1             | 0             | 0             | 1                 | 0                 | 0                 | 0                 | 12       | 1      | 0           | 0          |
| P. Seguin    | 23            | 0             | 2             | 0             | -                 | -                 | -                 | -                 | 23       | 0      | 2           | 0          |
| E. Berko     | 29            | 3             | 4             | 0             | 2                 | 1                 | 0                 | 0                 | 31       | 4      | 4           | 0          |
| H. Duljević  | 28            | 2             | 2             | 1             | 1                 | 0                 | 0                 | 0                 | 29       | 2      | 2           | 1          |
| M. Koné      | 14            | 7             | 3             | 0             | -                 | -                 | -                 | -                 | 14       | 7      | 3           | 0          |
| V. Kušej     | -             | -             | -             | -             | -                 | -                 | -                 | -                 | -        | -      | -           | -          |
| P. Mlapa     | 21            | 4             | 4             | 0             | 1                 | 0                 | 0                 | 0                 | 22       | 4      | 4           | 0          |
| L. Röser     | 28            | 9             | 0             | 0             | 2                 | 0                 | 1                 | 0                 | 30       | 9      | 1           | 0          |
| P. Testroet  | 7             | 0             | 0             | 0             | -                 | -                 | -                 | -                 | 7        | 0      | 0           | 0          |
| E. Markkanen | 3             | 0             | 0             | 0             | 1                 | 0                 | 0                 | 0                 | 4        | 0      | 0           | 0          |